# Jürgen Halbe
Jürgen Halbe (* 9. Januar 1953) ist ein ehemaliger deutscher Fußballspieler, der im letzten Jahr der deutschen Fußballnationalmannschaft der Amateure, 1979, fünf Länderspiele im Mittelfeld beziehungsweise im Angriff absolviert hat.

## Laufbahn
Nach der A-Jugendstation SSV 08 Bergneustadt (1969–71) sammelte Halbe beim TuS Lindlar (1975/76) und VfL Köln 1899 (1976/77) erstmals im Seniorenbereich in der höherklassigen Verbandsliga Mittelrhein Spielerfahrung.  
Von 1977 bis 1980 gehörte der Offensivspieler Jürgen Halbe als Aktiver dem SC Rot-Weiß Oberhausen an. In seiner ersten Saison bei der „Kleeblatt-Elf“ vom Stadion Niederrhein, 1977/78, belegte er mit seinen Mannschaftskameraden in der Verbandsliga Niederrhein den zweiten Platz. Er hatte in 27 Verbandsspielen sieben Tore erzielt. Im Wettbewerb um die deutsche Amateurmeisterschaft schied man gegen Eintracht Kreuznach aus. In seiner zweiten Saison bei RW Oberhausen, 1978/79, trug er in 34 Ligaspielen mit zehn Toren zum Titelgewinn und dem Aufstieg in die 2. Fußball-Bundesliga bei. Nach dem Erfolg gegen den SSV Ulm scheiterte er mit RWO in den Spielen um die Amateurmeisterschaft 1979 an Hertha Zehlendorf. Am 28. Juli 1979 gelang unter Trainer Manfred Rummel der Start in der 2. Bundesliga mit einem 2:1-Erfolg im Stadion am Zoo gegen den Wuppertaler SV. An der Seite von Mitspielern wie Torhüter Wilfried Mackscheidt, Dieter Hentschel und Ernst Savkovic erreichte man mit dem 15. Platz den Klassenerhalt. Halbe hatte in 35 Ligaspielen 13 Tore erzielt, einige darunter mit verwandelten Elfmetern. Auch im DFB-Pokal 1979 waren Halbe und seine RWO-Mitspieler erfolgreich gewesen. Über die Stationen ETSV 09 Landshut (5:1 n. V.), Fortuna Düsseldorf Amateure mit den Talenten Thomas Allofs, Josef Weikl und Ralf Dusend (3:2), SC Freiburg mit Günter Wienhold, Karl-Heinz Wöhrlin, Joachim Löw und Peter Zacher (im Wiederholungsspiel n. E. 2:3 in Freiburg), VfL Osnabrück (mit Gerd-Volker Schock) im Achtelfinale am 27. April 1979 mit einem 1:0-Heimsieg spielten sich Halbe und Kollegen bis in das Viertelfinale. Am 26. Mai 1979 verlor RWO das Spiel mit 1:2 Toren bei Eintracht Frankfurt. Bernd Nickel erzielte in der 70. Minute den Siegtreffer für den hessischen Bundesligisten.
In der Hinrunde der Saison 1978/79, am 9. Mai 1979, debütierte der Angreifer unter dem damals verantwortlichen DFB-Trainer Erich Ribbeck in der DFB-Auswahl der Amateurnationalmannschaft. Bei der 1:3-Niederlage in Le Havre gegen Frankreich stürmte er an der Seite von Hans-Otto Jordan und Ralf Obermüller. In der Hinrunde der Saison 1979/80 kam er in den vier Länderspielen gegen Finnland (2:0), Norwegen (0:2), Finnland (0:0) und am 31. Oktober in Osnabrück gegen Sowjetunion B (1:3) zu weiteren Einsätzen. Die Begegnungen gegen Finnland und Norwegen fanden im Rahmen der Olympiaqualifikation statt.
Mit dem fünften Amateurländerspieleinsatz in Osnabrück endeten die Auswahlberufungen von Jürgen Halbe. Mit der 0:1-Niederlage am 14. November 1979 in Baunatal gegen Norwegen verspielte die deutsche Amateurnationalmannschaft die Chance sich für die Olympischen Spiele 1980 in Moskau zu qualifizieren. Mit dem 154. Länderspiel endete die Geschichte der Amateurfußballnationalmannschaft in Baunatal.
Zur Saison 1980/81 schloss sich Halbe der Amateurmannschaft des 1. FC Köln an. Er gewann auf Anhieb mit den Amateuren der „Geißbock-Elf“ die Meisterschaft in der Oberliga Nordrhein. Zum Höhepunkt wurde der Wettbewerb um die deutsche Amateurmeisterschaft 1981. Nach Erfolgen gegen Viktoria Griesheim und den 1. FC Paderborn im Halbfinale, setzten sich die Amateure des 1. FC Köln – mit Mitspielern wie Bernd Grabosch und Rainer Nicot – am 14. Juni auch im Finale mit 2:0 Toren gegen den FC St. Pauli – Walter Frosch, Jens-Peter Box, Joachim Philipkowski – durch und holten die deutsche Amateurmeisterschaft nach Köln.
Im DFB-Pokal des Jahres 1982 waren Halbe und die Amateurelf des 1. FC Köln über den OSC Bremerhaven erfolgreich (3:2 n. V. mit einem Halbe-Tor), trotzten Bayer 04 Leverkusen am 11. Oktober 1981 im Heimspiel ein 3:3-Remis nach Verlängerung ab und schieden erst im Wiederholungsspiel im November mit einer 0:5-Auswärtsniederlage aus dem Pokal aus.